# Coupe de Corée du Sud de football 2016
 (avril 2018).
Si vous disposez d'ouvrages ou d'articles de référence ou si vous connaissez des sites web de qualité traitant du thème abordé ici, merci de compléter l'article en donnant les références utiles à sa vérifiabilité et en les liant à la section « Notes et références ».
 (avril 2018).
Navigation
Coupe de Corée du Sud 2015 Coupe de Corée du Sud 2017
La coupe de Corée du Sud de football 2016 est la 21e édition de la Coupe de Corée du Sud, compétition à élimination directe mettant aux prises des clubs de football amateurs et professionnels affiliés à la Fédération de Corée du Sud de football, qui l'organise. Elle est parrainée par KEB Hana Bank, et est connue sous le nom de KEB Hana Bank FA Cup. Elle commence le 12 mars et se termine le 3 décembre 2016. Le vainqueur de la compétition est qualifié pour l'édition suivante de la Ligue des champions de l'AFC. 

## Résultats

### Premier tour
Les matches du premier tour se sont tenus les 12 et 13 mars 2016.
| Division              | Club                  | Score   | Club                     | Division              |
| --------------------- | --------------------- | ------- | ------------------------ | --------------------- |
| U-League (université) | Université Cheongju   | 4 - 1   | Mokpo Christian Hospital | (amateur)             |
| K3 League (D4)        | Siheung Citizen       | 2 - 3   | Université Yonsei        | U-League (université) |
| K3 League (D4)        | Goyang Citizen        | 4 - 1   | Jeju City                | (amateur)             |
| (amateur)             | Ulsan Sejong Industry | 0 - 1   | Yeonggwang FC            | K3 League (D4)        |
| U-League (université) | Université Konkuk     | 3 - 0   | LG Electronics           | (amateur)             |
| (amateur)             | SK Hynix              | 1 - 2   | FC Uijeongbu             | K3 League (D4)        |
| U-League (université) | Université Hannam     | 3 - 2   | Nexen Tire               | (amateur)             |
| (amateur)             | Fuji Xerox            | 4 - 2   | Université Seonam        | U-League (université) |
| U-League (université) | Université Sangji     | 7 - 1   | Daewoong Bio             | (amateur)             |
| K3 League (D4)        | Pyeongchang FC        | 0 - 2   | Université Halla         | U-League (université) |
| K3 League (D4)        | Yangpyeong FC         | 1 - 0   | Université d'Hanyang     | U-League (université) |
| U-League (université) | Université Soongsil   | 1 - 0   | Université Dong-eui      | U-League (université) |
| (amateur)             | Samsung Electronics   | 3 - 6ap | Buyeo FC                 | K3 League (D4)        |
| K3 League (D4)        | Séoul United          | 2 - 3   | SMC Engineering          | (amateur)             |

### Deuxième tour
Les matches du deuxième tour se sont tenus le 26 mars 2016.
| Division              | Club                           | Score           | Club                    | Division              |
| --------------------- | ------------------------------ | --------------- | ----------------------- | --------------------- |
| U-League (université) | Université Soongsil            | 0 - 0 0 - 3 tab | Université Dankook      | U-League (université) |
| U-League (université) | Université Cheongju            | 0 - 3           | Hwaseong FC             | K3 League (D4)        |
| U-League (université) | Université Kyung Hee           | 3 - 2           | Jungnang Chorus Mustang | K3 League (D4)        |
| K3 League (D4)        | Cheongju FC                    | 0 - 2           | Université de Corée     | U-League (université) |
| K3 League (D4)        | Yangju Citizen                 | 3 - 3 4 - 2 tab | Université Ajou         | U-League (université) |
| U-League (université) | Université Hannam              | 2 - 0           | Chuncheon FC            | K3 League (D4)        |
| K3 League (D4)        | Cheongju City                  | 1 - 0           | Université Gwangju      | U-League (université) |
| K3 League (D4)        | Yeonggwang FC                  | 0 - 4           | Université Yonsei       | U-League (université) |
| U-League (université) | Université Sangji              | 3 - 2           | SMC Engineering         | (amateur)             |
| U-League (université) | Université Halla               | 2 - 1           | Icheon Citizen          | K3 League (D4)        |
| (amateur)             | Fuji Xerox                     | 1 - 4           | Université Konkuk       | U-League (université) |
| U-League (université) | Université nationale d'Incheon | 1 - 0           | Buyeo FC                | K3 League (D4)        |
| U-League (université) | Université Sungkyunkwan        | 4 - 3           | FC Uijeongbu            | K3 League (D4)        |
| K3 League (D4)        | Goyang Citizen                 | 1 - 2           | Paju Citizen            | K3 League (D4)        |
| K3 League (D4)        | Yangpyeong FC                  | 2 - 1           | Jeonju FC               | K3 League (D4)        |
| K3 League (D4)        | Gimpo Citizen                  | 2 - 3           | Université Yong In      | U-League (université) |
| U-League (université) | Université Yeungnam            | 3 - 1           | Université Honam        | U-League (université) |

### Troisième tour
Les matches du troisième tour se sont tenus les 23, 27, 30 avril et 3 mai 2016.
| Division              | Club                             | Score           | Club                           | Division              |
| --------------------- | -------------------------------- | --------------- | ------------------------------ | --------------------- |
| KNL (D3)              | Yongin City                      | 1ap - 0         | Changwon City                  | KNL (D3)              |
| KNL (D3)              | Cheonan City                     | 0 - 0 3 - 4 tab | Gyeongju KHNP                  | KNL (D3)              |
| KNL (D3)              | Ulsan Hyundai Mipo Dolphin       | 0 - 1           | Gangwon FC                     | Challenge (D2)        |
| K3 League (D4)        | Paju Citizen                     | 0 - 3           | Daejeon Korail                 | KNL (D3)              |
| K3 League (D4)        | Yangju Citizen                   | 1 - 1 3 - 5 tab | Gyeongju Citizen               | K3 League (D4)        |
| KNL (D3)              | Gimhae FC                        | 2 - 3           | FC Anyang                      | Challenge (D2)        |
| Challenge (D2)        | Ansan Mugunghwa                  | 3 - 0           | Université Sangji              | U-League (université) |
| KNL (D3)              | Busan Transportation Corporation | 2 - 0           | Université Hannam              | U-League (université) |
| K3 League (D4)        | Hwaseong FC                      | 0 - 2           | Séoul E-Land                   | Challenge (D2)        |
| Challenge (D2)        | Daegu FC                         | 2 - 1           | Chungju Hummel                 | Challenge (D2)        |
| Challenge (D2)        | Gyeongnam FC                     | 1 - 2           | Busan IPark                    | Challenge (D2)        |
| Challenge (D2)        | Goyang Zaicro                    | 0 - 1           | Gangneung City                 | KNL (D3)              |
| KNL (D3)              | Mokpo City                       | 2 - 3           | Université Dankook             | U-League (université) |
| Challenge (D2)        | Daejeon Citizen                  | 3 - 0           | Université Yonsei              | U-League (université) |
| Challenge (D2)        | Bucheon FC 1995                  | 3ap - 1         | Université Halla               | U-League (université) |
| K3 League (D4)        | Cheongju City                    | 1 - 1 4 - 3 tab | Université Yong In             | U-League (université) |
| K3 League (D4)        | Yangpyeong FC                    | 1 - 3           | Université Yeungnam            | U-League (université) |
| U-League (université) | Université Sungkyunkwan          | 1 - 0           | Université nationale d'Incheon | U-League (université) |
| U-League (université) | Université Kyung Hee             | 0 - 1           | Université Konkuk              | U-League (université) |
| K3 League (D4)        | FC Pocheon                       | 3 - 1           | Université de Corée            | U-League (université) |

### Seizièmes de finale
Les matches de seizièmes de finale se sont tenus le 11 mai 2016.
| Division       | Club                    | Score           | Club                             | Division              |
| -------------- | ----------------------- | --------------- | -------------------------------- | --------------------- |
| KNL (D3)       | Yongin City             | 1 - 1 4 - 3 tab | Gangneung City                   | KNL (D3)              |
| K3 League (D4) | FC Pocheon              | 1 - 2           | Gyeongju Citizen                 | K3 League (D4)        |
| Challenge (D2) | Séoul E-Land            | 2 - 2 1 - 3 tab | Université Sungkyunkwan          | U-League (université) |
| KNL (D3)       | Daejeon Korail          | 0 - 2           | Ulsan Hyundai                    | Classic (D1)          |
| Classic (D1)   | Sangju Sangmu           | 1 - 2           | Université Dankook               | U-League (université) |
| Classic (D1)   | Incheon United          | 1 - 0           | Cheongju City                    | K3 League (D4)        |
| Classic (D1)   | Jeonnam Dragons         | 4 - 0           | Gangwon FC                       | Challenge (D2)        |
| Challenge (D2) | Ansan Mugunghwa         | 3ap - 2         | Université Konkuk                | U-League (université) |
| Classic (D1)   | Pohang Steelers         | 0 - 2           | Bucheon FC 1995                  | Challenge (D2)        |
| Classic (D1)   | Suwon Samsung Bluewings | 1 - 0           | Gyeongju KHNP                    | KNL (D3)              |
| Classic (D1)   | FC Séoul                | 4ap - 2         | Daegu FC                         | Challenge (D2)        |
| Challenge (D2) | Daejeon Citizen         | 1 - 1 3 - 1 tab | Suwon FC                         | Classic (D1)          |
| Classic (D1)   | Seongnam FC             | 1 - 0           | Université Yeungnam              | U-League (université) |
| Classic (D1)   | Jeju United             | 1 - 1 3 - 5 tab | Gwangju FC                       | Classic (D1)          |
| Challenge (D2) | Busan IPark             | 3 - 0           | Busan Transportation Corporation | KNL (D3)              |
| Challenge (D2) | FC Anyang               | 1 - 4           | Jeonbuk Hyundai Motors           | Classic (D1)          |

### Huitièmes de finale
Les matches de huitièmes de finale se sont tenus le 22 juin 2016.
| Division       | Club                    | Score   | Club                    | Division              |
| -------------- | ----------------------- | ------- | ----------------------- | --------------------- |
| Classic (D1)   | Jeonnam Dragons         | 4 - 2   | Yongin City             | KNL (D3)              |
| Classic (D1)   | Jeonbuk Hyundai Motors  | 3ap - 1 | Université Dankook      | U-League (université) |
| Classic (D1)   | Incheon United          | 3ap - 2 | Daejeon Citizen         | Challenge (D2)        |
| Classic (D1)   | Suwon Samsung Bluewings | 1 - 0   | Busan IPark             | Challenge (D2)        |
| Classic (D1)   | FC Séoul                | 2 - 1   | Ansan Mugunghwa         | Challenge (D2)        |
| Challenge (D2) | Bucheon FC 1995         | 3 - 1   | Gyeongju Citizen        | K3 League (D4)        |
| Classic (D1)   | Ulsan Hyundai           | 1 - 0   | Gwangju FC              | Classic (D1)          |
| Classic (D1)   | Seongnam FC             | 2 - 0   | Université Sungkyunkwan | U-League (université) |

### Quarts de finale
Les matches de quarts de finale se sont tenus le 13 juillet 2016.
| Division     | Club                    | Score           | Club            | Division       |
| ------------ | ----------------------- | --------------- | --------------- | -------------- |
| Classic (D1) | FC Séoul                | 0 - 0 4 - 3 tab | Jeonnam Dragons | Classic (D1)   |
| Classic (D1) | Jeonbuk Hyundai Motors  | 2 - 3           | Bucheon FC 1995 | Challenge (D2) |
| Classic (D1) | Suwon Samsung Bluewings | 1 - 1 4 - 3 tab | Seongnam FC     | Classic (D1)   |
| Classic (D1) | Ulsan Hyundai           | 4 - 1           | Incheon United  | Classic (D1)   |

### Demi-finales
Les matches de demi-finales se sont tenus le 26 octobre 2016.
| Division     | Club          | Score | Club                    | Division       |
| ------------ | ------------- | ----- | ----------------------- | -------------- |
| Classic (D1) | FC Séoul      | 1 - 0 | Bucheon FC 1995         | Challenge (D2) |
| Classic (D1) | Ulsan Hyundai | 1 - 3 | Suwon Samsung Bluewings | Classic (D1)   |

### Finale
La finale aller a lieu le 27 novembre 2016, et la finale retour a lieu le 3 décembre 2016.
| Division     | Club                    | Aller | Total            | Retour  | Club     | Division     |
| ------------ | ----------------------- | ----- | ---------------- | ------- | -------- | ------------ |
| Classic (D1) | Suwon Samsung Bluewings | 2 - 1 | 3 - 3 10 - 9 tab | 1 - 2ap | FC Séoul | Classic (D1) |

## Synthèse

### Équipes par division et par tour
| Divisions / Manches | 1er tour | 2e tour | 3e tour | 1/16e de f. | 1/8e de f. | 1/4 de f. | 1/2 f. | Finale | Vainqueur |
| ------------------- | -------- | ------- | ------- | ----------- | ---------- | --------- | ------ | ------ | --------- |
| Classic             | -        | -       | -       | 12          | 8          | 7         | 3      | 2      | 1         |
| Challenge           | -        | -       | 11      | 8           | 4          | 1         | 1      | -      | -         |
| KNL                 | -        | -       | 10      | 5           | 1          | -         | -      | -      | -         |
| K3 League           | 8        | 15      | 7       | 3           | 1          | -         | -      | -      | -         |
| U-League            | 9        | 17      | 12      | 4           | 2          | -         | -      | -      | -         |
| Amateurs            | 11       | 2       | -       | -           | -          | -         | -      | -      | -         |
| Total               | 28       | 34      | 40      | 32          | 16         | 8         | 4      | 2      | 1         |